# Megalomania (álbum)
Megalomania es el tercer álbum de estudio de la banda de electropop y rock danesa Aqua. El álbum fue lanzado físicamente el 30 de septiembre de 2011 y digitalmente el 3 de octubre de 2011, más de 11 años después del lanzamiento de su anterior álbum, Aquarius (2000). El álbum alcanzó el número 2 en Dinamarca y certificado oro por la Federación Internacional de la Industria Fonográfica (IFPI). 
Después de su separación en 2001 Aqua anunció su regreso el 26 de octubre de 2007 durante una conferencia de prensa. Durante el verano de 2008 Aqua ofreció 8 conciertos en 8 ciudades diferentes como parte del festival de música Grøn Koncert en Dinamarca. El 25 de mayo de 2009 publicaron su primer sencillo desde el año 2001, "Back to the 80's", incluido en el álbum recopilatorio Greatest Hits. En febrero de 2010 Aqua comenzó a trabajar para su tercer álbum en Tailandia. La banda se centró en escribir y producir el álbum con el deseo de crear el mejor álbum de pop del mundo. Tras 18 meses de composición y más de 100 canciones grabadas, la banda finalizó el álbum después de 12 meses en el estudio. El álbum es totalmente diferente de Aquarium y de Aquarius, y cambia de un estilo pop y eurodance a un electropop y dance pop más maduro. Algunas canciones son de un estilo más pop, mientras que la mayoría del álbum tiene más melodías optimistas y dance.
Megalomania debutó en el número 6, con ventas de 1.615 ejemplares después de sólo tres días de venta. Una semana después el álbum alcanzó el número dos vendiendo 2.282 copias. Es el único álbum de Aqua en no llegar al número uno. El 17 de octubre de 2011, el álbum fue certificado oro por la Federación Internacional de la Industria Fonográfica (IFPI) por las ventas de 10.000 ejemplares en Dinamarca. En su tercera semana el álbum cayó al número doce, vendiendo 751 copias. El álbum cayó después de siete semanas en el Top 40. En su última semana el álbum alcanzó el número 33 con 287 copias vendidas. De acuerdo con el mánager del grupo Niclas Anker, el objetivo es alcanzar la certificación de platino por las ventas de 20.000 ejemplares.
El primer sencillo del álbum fue How R U Doin?, el cual fue lanzado el 14 de marzo de 2011. La canción alcanzó el número cuatro en Dinamarca, y ha sido certificado oro por la Federación Internacional de la Industria Fonográfica (IFPI) por las ventas de 15.000 copias en Dinamarca. Durante su gira en 2011 la banda confirmó que Like a Robot sería lanzado como segundo sencillo del álbum a principios de julio de 2011, coincidiendo con el lanzamiento del álbum del mismo mes. Sin embargo el 8 de septiembre de 2011 se anunció que serían lanzado Playmate To Jesus y Like a Robot como dos sencillos independientes. Ambas canciones fueron lanzadas el 12 de septiembre de 2011. El vídeo oficial de Playmate To Jesus se estrenó el 23 de septiembre de 2011. La canción debutó en el número veintiséis en Dinamarca. En su segunda semana, Playmate To Jesus alcanzó su punto máximo en el número trece. La canción ha sido disco de platino en Dinamarca por ser transmitida 300.000 veces.

## Lista de canciones
1. "Playmate To Jesus" – 4:49
2. "Dirty Little Pop Song" – 3:51
3. "Kill Myself" – 3:32
4. "Like A Robot" – 3:39
5. "Viva Las Vegas" – 3:25
6. "No Party Patrol" – 3:22
7. "Come N' Get It" – 3:27
8. "Sucker For A Superstar" – 3:21
9. "Be My Saviour Tonight" – 3:18
10. "How U R Doin?" – 3:23
11. "If The World Didn't Suck (We Would All Fall Off)" – 3:22

- Datos: Q2476499